# Raión de Zarichne
Zarichne (en ucraniano: Зарічненський район) fue un raión o distrito de Ucrania en el óblast de Rivne. En la reforma territorial de 2020, su territorio fue incluido en el raión de Varash.
Comprendía una superficie de 1442 km².
La capital era el asentamiento de tipo urbano de Zarichne.

## Demografía
Según estimación 2010 contaba con una población total de 36345 habitantes.

## Subdivisiones
Antes de la reforma territorial de 2014-2020, el raión de Zarichne comprendía 51 localidades agrupadas en 17 ayuntamientos. Solamente había un ayuntamiento urbano, el del asentamiento de tipo urbano de Zarichne, que incluía como pedanías dos pueblos: Ivánchytsi y Chernyn. Los otros 48 pueblos se agrupaban en los siguientes dieciséis consejos rurales:
- Borové (con las pedanías Lysychyn y Mlynok)
- Výchivka (con las pedanías Bródnytsia y Bútove)
- Díbrivsk (con las pedanías Vóvchytsi y Zelena Dibrova)
- Kutyn (con las pedanías Zadovzhe, Zaozerya, Kútynok y Liubýn)
- Kujitska Volia (con las pedanías Zhdan y Óstrivsk)
- Kujché (con las pedanías Novosilia y Rádove)
- Loknytsia (con la pedanía Jrapyn)
- Morochne (con la pedanía Mútvytsia)
- Nénkovychi (con la pedanía Komory)
- Nobel (con las pedanías Dídivka, Kotyra y Mlyn)
- Novoríchytsia (con la pedanía Holubné)
- Ómyt (con las pedanías Horýnychi y Nýhovyshchi)
- Perekalia (con las pedanías Richký y Tyjovyzh)
- Ríchytsia (con las pedanías Kónyk y Pryvítivka)
- Sénchytsi (con las pedanías Dúbchytsi y Prykládnyky)
- Sérnyky (con las pedanías Bir, Oleksandrove y Solómyr)

Luego de la reforma territorial de 2014-2020, todas estas localidades pasaron a formar parte de dos nuevos municipios en el raión de Varash: el asentamiento de tipo urbano de Zarichne y el municipio rural de Loknytsia.

## Otros datos
El código KOATUU es 5622200000. El código postal 34000 y el prefijo telefónico +380 3632.